# ДОТ № 385 (КиУР)

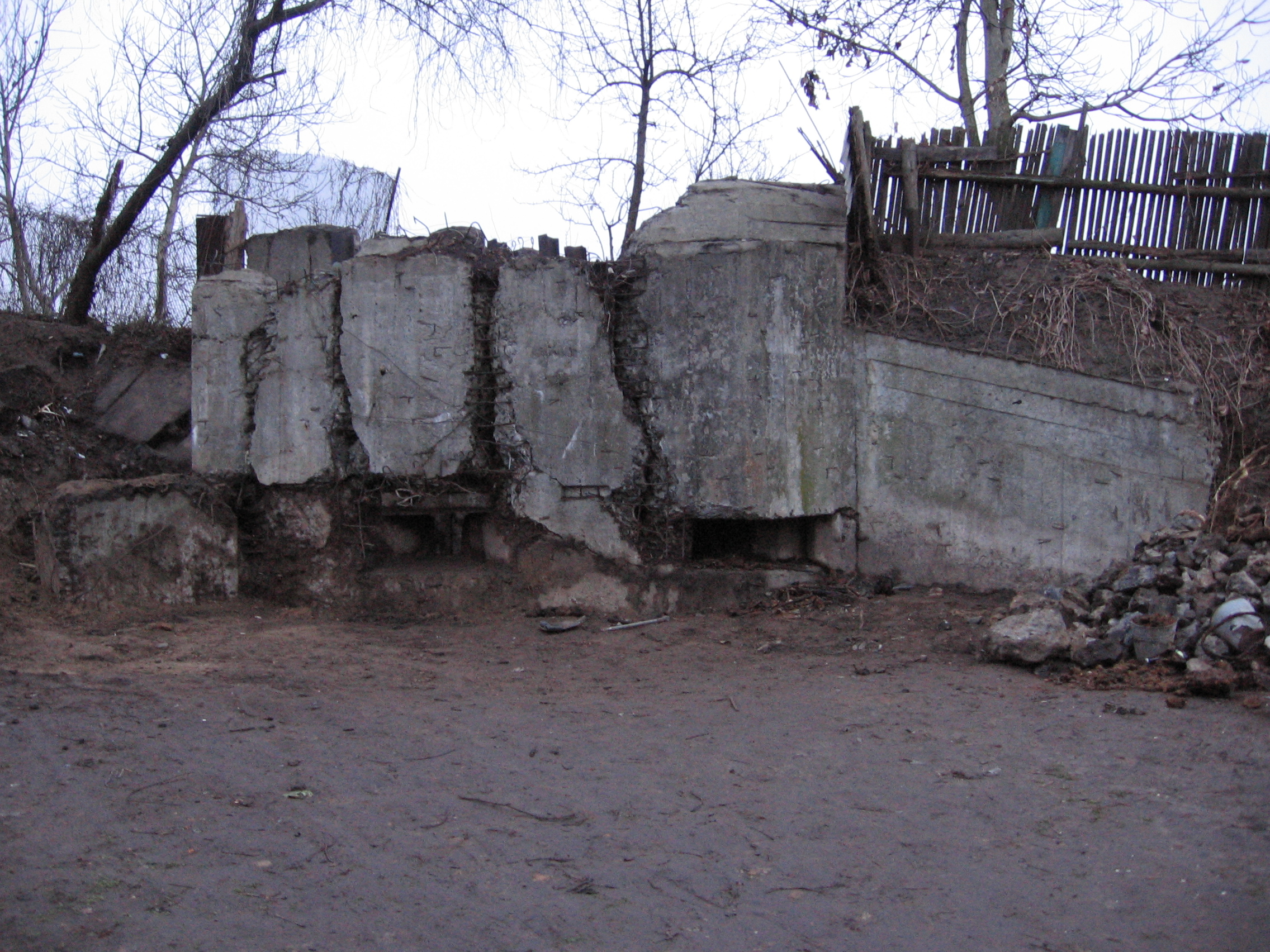
ДОТ № 385 (КиУР). Вид на нижній напівкапонір. Над ним тильна частина верхнього напівкапоніру. Орильйони по боках врізані у старовинний вал і підтримують його від обсипання.

50°23′47″ пн. ш. 30°13′46″ сх. д. / 50.39639° пн. ш. 30.22944° сх. д.
ДОТ № 385 — довготривала оборонна точка, що входила до складу першої лінії оборони Київського укріпленого району та належить до класу кулеметний капонір (КК) для ведення флангового вогню у двох протилежних напрямках з двох поставлених один на одного бойових казематів, що не є типовим для капоніру і робить споруду унікальною на теренах КиУР.

## Історія будівництва

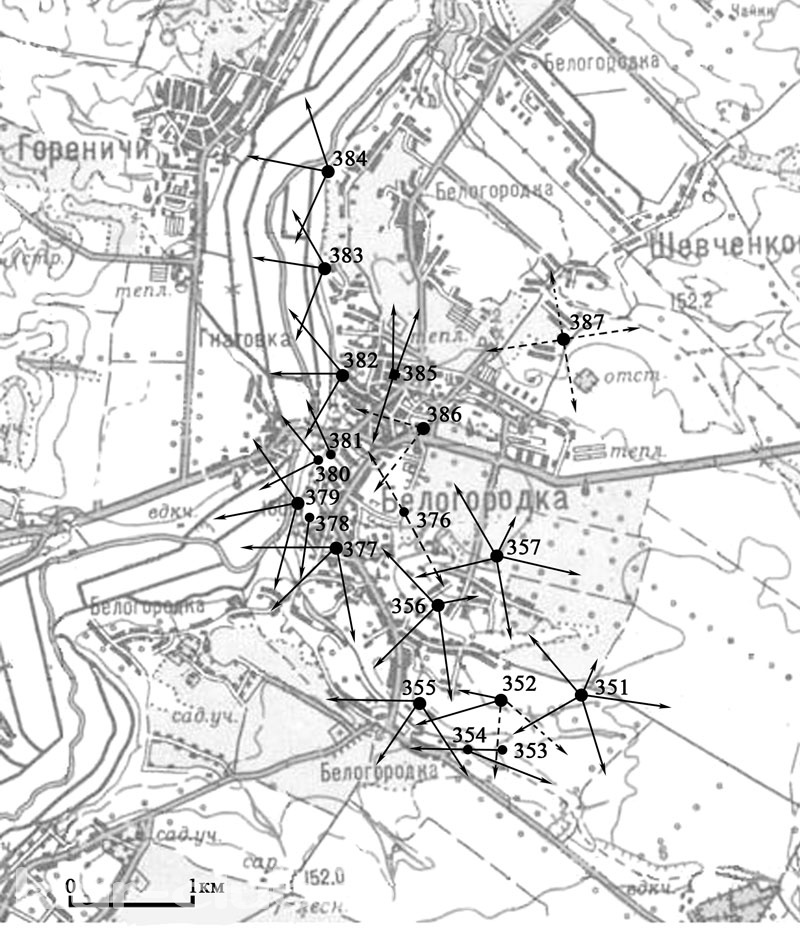
ДОТ № 385 у системі оборони 20-го БРО КиУР.

Капонір побудовано у 1932 році у глибині оборони за індивідуальним проєктом. Він входить до складу 20-го батальйонного району оборони, що прикривав район села Білогородка. Як і більшість оборонних споруд, КК розташовано серед житлових будинків села.
Унікальність полягає у тому, що цю двоповерхову вогневу точку врізано у земляний вал старовинного городища. Перший поверх — біля підніжжя валу — це напівкапонір з 2 амбразурами для станкових кулеметів. Другий поверх дещо виглядав над валом і був другим напівкапоніром, але лише з 1 амбразурою для станкового кулемета. Нижній напівкапонір контролював своїм вогнем північну околицю села, а верхній — центр Білогородки. Споруда належить до типу «М3». Тобто споруда могла витримати 1 пряме влучання 122-мм гаубиці.

## Служба
З початком німецько-радянської війни гарнізон самої оборонної точки складався з бійців 193-го окремого кулеметного батальйону КиУР. ДОТ № 385 разом з іншими оборонними спорудами 20-го батальйонного району оборони забезпечив надійне прикриття Білогородки. Завдяки цьому радянська сторона створила східніше Білогородки сильне артилерійське угруповання, яке постійно вело небезпечний фланкуючий вогонь по німецьких військах, що наступали на ділянці Віта-Поштова — Хотів — Конча-Заспа з метою захопити Київ, і цим сприяло відбиттю першого штурму КиУР та міста Київ. А супротивник, своєю чергою, не наважувався штурмувати ділянку 20-го БРО. Таким чином будівництво 20-го БРО, і зокрема капоніру № 385, повністю виправдалося. Під час другого штурму КиУР, що розпочався 16 вересня 1941 року, КК № 385 не мав бойового контакту із супротивником. Вдень 18 вересня війська 37-ї армії Південно-Західного фронту розпочали за наказом відхід з КиУРа та міста Київ. Гарнізони ДОТ КиУР належали до останніх, хто відходив на лівий берег Дніпра. Вдень 19 вересня передові загони 71-ї піхотної дивізії німців зайняли територію 20-го БРО без бою, затримуючи лише дезертирів-червоноармійців та перебіжчиків.

## Сьогодення
ДОТ № 385 знаходиться у напівзруйнованому стані.